# Washingtonhelea
Washingtonhelea is een geslacht van stekende muggen uit de familie van de knutten (Ceratopogonidae).

## Soorten
- W. frommeri Wirth and Grogan, 1988